# George Ardley
George Henry Ardley (* 19. September 1897 in Langley Park, County Durham; † 3. Juli 1927 in Weardale) war ein englischer Fußballspieler.

## Karriere
Ardley spielte in der Saison 1919/20 für Langley Park, ein Team von lokalen Bergleuten, als der Klub in einer äußerst erfolgreichen Saison den Durham Amateur Cup, den Durham Hospital Cup und den Durham Aged Miners’ Cup gewann, zudem die Meisterschaft in der Durham Central League errang und bis in das Viertelfinale des FA Amateur Cups (1:3 gegen den FC Bromley) vorstieß.
Zum Saisonende hin kam er als Testspieler mit der Empfehlung der „beste Außenläufer von Langley Park“ zu sein zum Erstligisten AFC Sunderland und bestritt Anfang Mai 1920 noch als Amateur und in Diensten der Royal Garrison Artillery in der Läuferreihe an der Seite von Joe Kasher und Frank Cuggy eine Partie in der First Division gegen den FC Liverpool (Endstand 0:1). Zur Saison 1920/21 wurde er als Profi in das Aufgebot Sunderlands aufgenommen, presseseitig als „perfekter Schrecken vor dem Tor“ beschrieben, auch Oldham Athletic soll an einer Verpflichtung interessiert gewesen sein. Ardley kam im Saisonverlauf allerdings nicht über Einsätze für das Reserveteam in der North-Eastern League hinaus, im Sommer 1921 wechselte er gemeinsam mit seinem Mannschaftskameraden Billy George zum ebenfalls in der North-Eastern League spielenden Klub Shildon Athletic. Bei Shildon wurde Ardley im November 1923 immer noch zu den bekanntesten Spielern gezählt.